# Naujoji Akmenė
Naujoji Akmenė är en stad i Šiauliai län i Litauen. Staden har 8 340 invånare år 2015. Det är huvudorten i Akmenė landskommun.